# 고사노역
고사노역(일본어: 小佐野駅)은 일본 이와테현 가마이시시에 위치한 동일본 여객철도 가마이시 선의 철도역이다. 섬식 승강장 1면 2선의 구조를 갖춘 지상역이다.

## 타는 곳
| 1 | ■ 가마이시 선 | 상행 | 도노 · 하나마키 방면 |
| 2 | ■ 가마이시 선 | 하행 | 가마이시 방면        |

## 이용 현황
| 연도     | 1일 평균 | 연도     | 1일 평균 |
| 2000년도 | 112      | 2008년도 | 68       |
| 2001년도 | 115      | 2009년도 | 57       |
| 2002년도 | 110      | 2010년도 | 52       |
| 2003년도 | 98       | 2011년도 | 59       |
| 2004년도 | 92       | 2012년도 | 66       |
| 2005년도 | 91       | 2013년도 | 64       |
| 2006년도 | 90       | 2014년도 | 55       |
| 2007년도 | 77       |          |          |
| -------- | -------- | -------- | -------- |

## 역 주변
- 국도 제283호선
- 가마이시 세무서
- 가마이시 시청 고사노 지구 생활응원센터
- 가미이시 시립 도서관

## 인접 역
| 동일본 여객철도 가마이시 선 | 동일본 여객철도 가마이시 선   | 동일본 여객철도 가마이시 선 |
| --------------------------- | ----------------------------- | --------------------------- |
| 도노 모리오카 방면          | ■ 가마이시 선 쾌속 '하마유리' | 가마이시 가마이시 방면      |
| 마쓰쿠라 하나마키 방면      | ■ 가마이시 선 보통            | 가마이시 가마이시 방면      |